# Vetro cavo
Per vetro cavo si intende un vetro sottoposto ad un processo di riscaldamento graduale tale da far raggiungere alla massa in lavorazione una viscosità di scorrimento sufficiente a permetterne la deformazione spontanea, ovvero ad indurre la deformazione in maniera relativamente facile: tramite insufflaggio in stampi, vuoto pneumatico, gravità, manipolazione mediante attrezzature specifiche, eccetera.

## Lavorazione
Il processo di lavorazione viene detto "formatura". Il vetro cavo, come il vetro curvo, può subire alcune lavorazioni prima e dopo il processo di formatura, ma tali lavorazioni sono molto più limitate rispetto ad un vetro curvo. Ad esempio, un vetro cavo può essere temprato, ma non può essere stratificato (per ovvi motivi) tramite l'interposizione di fogli di EVA o PVB. Ovviamente la tempra, come per ogni altro tipo di vetro, dovrà essere sempre l'ultima lavorazione di tipo meccanico. Successivamente alla tempra, il vetro cavo potrà essere sabbiato, satinato, colorato con vernici a caldo e/o a freddo.

## Caratteristiche
Normalmente dopo la lavorazione il vetro cavo subisce una deformazione controllata, che porta alla realizzazione di un oggetto con elementi di curvatura piuttosto complessi rispetto ad un normale vetro curvo. La curvatura contemporanea lungo i 2 lati di una lastra può già essere di per sé un elemento sufficiente a definire un vetro come "cavo", piuttosto che "curvo" (si pensi ad un foglio di carta piegato in modo che i 4 angoli si tocchino).
Caratteristica ulteriore che distingue il vetro cavo dal vetro curvo è che normalmente lo spessore della sezione di un vetro curvo è costante su tutta la superficie (il materiale non si "stira"), a meno delle tolleranze, mentre per un vetro cavo ciò non avviene praticamente mai, date le peculiarità della lavorazione.
Inoltre, a differenza di un vetro curvo, il quale mantiene la trasparenza dopo la lavorazione, il vetro cavo normalmente viene segnato sulla superficie dagli utensili con cui viene lavorato, ovvero dallo stampo con cui viene realizzato e pertanto, qualora sia necessario far riacquistare all'oggetto realizzato la trasparenza originaria, questo deve essere sottoposto ad un ulteriore processo di riscaldamento (normalmente effettuato a fiamma) detto "ribruciatura".

## Oggetti di vetro cavo
Esempi di vetro cavo possono essere oggetti d'arte come bicchieri e vasellame in genere ottenuti con il metodo della soffiatura a bocca (famosissima la lavorazione artigianale delle isole della laguna veneta), ma anche oggetti comuni o di arredo ottenuti in maniera industriale o semi-industriale, come porta-sapone, plafoniere, bicchieri da tavola, boccette, caraffe, lavabi o addirittura piani con vasche integrate ricavate dalla lastra industriale tramite termoformatura.